# Linia kolejowa nr 878
Linia kolejowa nr 878 – jednotorowa, zelektryfikowana linia kolejowa znaczenia miejscowego, łącząca posterunek odgałęźny Suszec Rudzicka ze stacją techniczną Suszec Kopalnia.
Linia umożliwia eksploatację Kopalni Węgla Kamiennego Krupiński przez pociągi towarowe jadące z kierunku Żor.